# The Ukraine (книга)
The Ukraine — книга українського письменника, репортера і мандрівника Артема Чапая. Вийшла у фінал Книги року ВВС-2018 в категорії «Есеїстика», потрапила в короткий список премії міста літератури ЮНЕСКО та у фінал премії Літакцент. Відзначена серед найкращих книжок 2018-2019 років за версією Українського інституту книги. Потрапила у список найкращих українських книг 2018 року за версією Українського ПЕН. Дипломант Міжнародної літературної премії імені Олеся Ульяненка. Номінована на літературну Премію імені Юрія Шевельова. У 2021 році, за версією сайту Yabl.ua, увійшла до списку найкращих книг за тридцять років незалежності України.

## Опис
Робота над книгою тривала близько восьми років. Автор визначає жанр «The Ukraine» як оповідання, на противагу есеїстиці, про що вказує на обкладинці. У книзі поєдналися реальний факт і художній вимисел. Видання потрапило до переліку «7 знакових книжок української малої прози» сайту Українська Правда. Життя, а також у список «7 книжкових новинок від українських письменників» сайту WOMO. Книжка має свою читацьку підтримку у соціальній мережі Facebook під тегом: #The_Ukraine_Артема_Чапая_читають. Дизайн книги розробила Анна Стьопіна.

### Використання неправильного артиклю The у назві The Ukraine
Попри те, що Україна в контексті держави англійською мовою має назву Ukraine, а не The Ukraine, за задумом автора назва книги подана з некоректним артиклем The спеціально, для того, аби підкреслити семантичне значення «ось Україна». Для автора назва має повне значення ось це Україна поза фасадами й бутафорією. 
На думку літературної критикині Ганни Улюри, артикль The насправді «маркує в книжці ситуації парадоксально-іронічні, але він також має тенденцію уводити репортажні сюжети Чапая кудись чи не в галузь, ба, езотерики навіть». Улюра вказує, що в назві книга Чапая немає помилки... «The Ukraine» не просто Україна, а ось саме ця Україна, «ну: the Україна, все як ми любимо». Так герої Чапая визначають «Український Dasein», тобто здатність свідомості рефлексувати саму себе.

### Фабула
Книга присвячена двом головним персонажам, які починають знаходити в Україні ті речі, про які можна сказати the Ukraine – саме та Україна, яку знають зараз у світі. Посили деяких текстів Артема Чапая не завжди ментально, соціально, гендерно, історико-політично зручні, адже, попри те, що читач у книзі побачить багато чого, він тут не побачить стереотипів.

## Критика
«The Ukraine» увійшла у фінал Книги року ВВС-2018 в категорії «Есеїстика». Українські критики високо оцінили книгу. Так українська журналістка та телеведуча Ольга Герасим'юк в рецензії сайта BBC відзначила, що «У Чапая неймовірно добре серце, він не веде сухого опису, не робить із людини матеріал — і в репортажному динамічному темпі все ж зупиняється й змальовує надзвичайно щемкі картинки, які не можна не любити в журналістиці вимираючого типу — соціальній у її першому значенні, колишньому, нефейсбучному, в журналістиці про життя людини». Літературна критикиня Ганна Улюра в рецензії у виданні «Збруч» вказала, що «правдива книжка невизначеного жанру про простих людей, яка вирішує, чим варто пожертвувати, що б з людей створювалася непроста спільнота. Один-серед-нас – це головний герой Чапая, про що б автор наразі не писав. Його герої завжди – банальні і особливі нараз: the я, the ти, the він, the вона, the вони, the ми». Позитивний відгук залишила і букт'юберка Анна Єкименко-Поліщук. 

## Презентація
Книжка презентована 22 вересня 2018 року у Львові під час 25 Book Forum. 30 жовтня 2018 року книжка презентована в Чернівцях у Літературному целіанському центрі. Далі автор влаштував книжковий тур з презентаціями по Україні.

## Відзнаки

### Номінації
- Книга року Бі-Бі-Сі (2018)[15]
- Премія імені Юрія Шевельова (2018)[16]
- Літакцент[3]
- Відзнака найкращих книжок 2018-2019 років Українського інституту книги
- Найкращі книги 2018 року за версією українського ПЕН-клубу[4]

### Уривки з книжки
- «Тіки не ржи» [Архівовано 9 січня 2019 у Wayback Machine.]
- «Чмо середньостатистичне» [Архівовано 10 січня 2019 у Wayback Machine.]

### Рецензії
- Ольга Герасим'юк. Книга року ВВС: Любити Чапая без артикля. bbc.com (укр.). Архів оригіналу за 6 лютого 2019. Процитовано 11 грудня 2018.
- Ганна Улюра. The Ми. zbruc.eu (укр.). Архів оригіналу за 26 жовтня 2020. Процитовано 11 грудня 2018.
- Ad Profundis/Лютий/Коротка проза на YouTube

### Радіо, ТБ, Новини
- The Ukraine: Артем Чапай написав книжку про квінтесенцію України. hromadske.radio (укр.). Процитовано 11 грудня 2018.
- Нове видання Артема Чапая«The Ukraine» вже у Чернівцях. cv.vkadri.com (укр.). Процитовано 11 грудня 2018.
- Нове видання Артема Чапая«The Ukraine» вже у Чернівцях. Чернівецький Промінь (укр.). Процитовано 11 грудня 2018.
- Артем Чапай з Коломиї презентував книжку “The Ukraine”: “Було важливо показати, що на Донбасі живуть не “орки”. dzerkalo.media (укр.). Процитовано 11 грудня 2018.
- Ремарка. PEN Ukraine